# Тереза Альбертіна Луїза Робінсон
Тереза Альбертіна Луїза Робінсон (англ. Therese Albertine Luise von Jakob; 26 січня 1797 — 13 квітня 1870) — німецько-американська письменниця, мовознавиця та перекладач; друга дружина біблійного вченого Едварда Робінсона. Вона публікувалась під псевдонімом Talvj, абревіатура, що походить від ініціалів її імені при народжені (…vj — von Jakob).
Дочка харківського професора Людвіга Генріха фон Якоба (Jakob).